# Huddersfield and District Association Football League
Huddersfield and District Association League là một giải bóng đá Anh nằm ở Huddersfield. Giải đấu được thành lập năm 1898, có tổng cộng 4 hạng đấu chính và 4 hạng đấu dự bị. Hạng đấu chính cao nhất, Division One, nằm ở Cấp độ 14 trong Hệ thống các giải bóng đá ở Anh, góp đội cho West Riding County Amateur Football League. Các giải dự bị không nằm trong hệ thống.
Hiện tại giải đấu có 49 đội bóng và bước vào mùa giải 2015–16 với Newsome giành chức vô địch Division One. Heyside, Marsden và Salendine Nook là các nhà vô địch của Division Two, Three và Four.
Đội bóng thành công nhất trong một hạng đấu từ năm 2000, là Brackenhall United với 4 chức vô địch từ năm 2000 đến năm 2003. Đội bóng thành công trong tất cả các hạng đấu là Newsome, với 6 chức vô địch, khởi nghiệp từ hạng đấu Division Five đã bị hủy bỏ giai đoạn 1999–2000 và kết thúc với việc vô địch Division One trong mùa giải 2006–07. Newsome một lần nữa vô địch First Division mùa giải 2009–10 và 2014-15.
Thông thường các đội bóng đến từ Huddersfield ở West Yorkshire, tuy nhiên cũng có một số đội ở vùng Greater Manchester như Diggle, Uppermill 'A' và 3D Dynamos. Họ tham gia vào giải đấu vì khu vực mà các đội bóng có xuất phát điểm theo lịch sử từng là một phần của West Yorkshire.

## Lịch sử
Giải đấu được thành lập năm 1898. Năm 1919, có 42 đội chính và  78 đội trẻ trong giải. Trong suốt lịch sử giải đấu, số cầu thủ nhiều nhất trong giải đấu tại một thời điểm là 3,000. Trong mùa giải 2007–08, có 41 hạng đấu cho đội trẻ ở Huddersfield RCD Junior Football League, có trụ sở tại khu vực tương tự, với một số đội tiếp tục với  HDAFL.

## Các câu lạc bộ mùa giải 2015–16
Giải đấu có một hệ thống lên xuống hạng. Hai đội cuối bảng ở First Division sẽ được thay bởi hai đội nhất ở Second Division. Ba đội cuối bảng Second Division bị thay thế bởi top 3 đội mạnh nhất. Ba đội cuối bảng Third Division bị thay thế bởi top 3 đội mạnh nhất ở Fourth Division. Hệ thống cho phép các đội bóng từ hạng thấp lên các hạng cao hơn trong vài năm. Newsome đang thi đấu trong Fifth Division đã bị hủy bỏ ở  mùa giải 2000–01, nhưng lại chơi ở Huế vì có cả First Division,về việc thăng hạng từ First Division ở 2006–07 sau khi thi đấu 3 mùa giải ở Second Division.
Các câu lạc bộ mùa giải 2015–16:

### Division One
- Berry Brow
- Britannia Sports
- Diggle
- Hepworth United
- Heyside
- Heywood Irish Centre
- Holmbridge
- Holmfirth Town Dự bị
- Newsome Dự bị
- Shelley Dự bị
- Shepley
- Skelmanthorpe

### Division Two
- Aimbry
- AFC Lindley
- Cumberworth
- Holme Valley Academicals
- Honley Dự bị
- Kirkheaton Rovers
- KKS Spartans
- Linthwaite Athletic
- Marsden
- Meltham Athletic
- Netherton
- Scholes

### Division Three
- Brook Motors
- Colne Valley
- Flockton
- Grange Moor
- Hade Edge
- Lepton Highlanders Dự bị
- Moorside
- Paddock Rangers
- Scissett
- Slaithwaite United
- Uppermill 'A'
- Wooldale Wanderers

### Division Four
- 3D Dynamos
- Almondbury Woolpack
- Almondbury Working Mens Club
- Black Horse
- Brighouse Athletic
- Cartworth Moor
- Golcar United 'A'
- Junction
- Lindley Saddle
- Mount
- Railway Berry Brow
- Storthes Hall
- Thornhill United

## Đội vô địch
| Mùa giải  | One                       | Two                       | Three                     | Four                      | Five                      |
| --------- | ------------------------- | ------------------------- | ------------------------- | ------------------------- | ------------------------- |
| 1998–99   | Brackenhall United        | Wooldale Wanderers        | Scissett                  | Flockton                  | Weavers Arms              |
| 1999–2000 | Brackenhall United        | Slaithwaite United        | New Mill 94               | Weavers Arms              | Brook Motors              |
| 2000–01   | Brackenhall United        | Heywood Sports            | Holme Valley Academicals  | Moldgreen                 | Newsome Working Mens Club |
| 2001–02   | Brackenhall United        | Skelmanthorpe             | Uppermill                 | Newsome Working Mens Club | Linthwaite Athletic       |
| 2002–03   | Brackenhall United        | Kirkburton                | Newsome Working Mens Club | The Stag                  | Cravens                   |
| 2003–04   | Meltham Athletic          | Uppermill                 | KKS Ashbrow               | Weavers Arms              | Space                     |
| 2004–05   | Meltham Athletic          | Sovereign Sports          | Weavers Arms              | Space                     | Brook Motors              |
| 2005–06   | Heywood Sports            | Newsome Working Mens Club | Scholes                   | Westend                   |                           |
| 2006–07   | Newsome Working Mens Club | Britannia Sports          | Westend                   | SC Cowlersley             |                           |
| 2007–08   | Heywood Irish Centre      | Sovereign Sports          | Lamb Inn                  | Dalton Crusaders          |                           |
| 2008–09   | Lepton Highlanders        | Cumberworth               | Scissett                  | Royal Dolphins            |                           |
| 2009–10   | Newsome Working Mens Club | Netherton                 | Holmbridge                | Shelley                   |                           |
| 2010–11   | Hepworth United           | Slaithwaite United        | Shelley                   | AFC Waterloo              |                           |
| 2011–12   | Hepworth United           | Scholes                   | Dalton Crusaders          | Moldgreen Con             |                           |
| 2012–13   | Uppermill                 | Britannia Sports          | Honley                    | AFC Lindley               |                           |
| 2013–14   | Newsome                   | Holmfirth Town            | KKS Spartans              | Royal Oak                 |                           |
| 2014–15   | Newsome                   | Heyside                   | Marsden                   | Salendine Nook            |                           |